# Uwe Foullong
Uwe Foullong (* 29. September 1957 in Neuss) ist ein deutscher Gewerkschafter und Politiker (Die Linke). Er war von 2004 bis 2011 Mitglied des Bundesvorstands der Vereinten Dienstleistungsgewerkschaft (ver.di). Von März bis Juli 2025 war er Mitglied des Deutschen Bundestages.

## Werdegang
Nach seinem Abitur am Alexander-von-Humboldt-Gymnasium Neuss im Mai 1978 machte er von 1978 bis 1980 eine Ausbildung zum Bankkaufmann an der Bank für Gemeinwirtschaft in Berlin, wo er anschließend als Kundenbetreuer tätig war.
Nach seinem Studium der Wirtschaftswissenschaften an der Freien Universität Berlin von 1981 bis 1987 wurde er 1987 Gewerkschaftssekretär bei der Gewerkschaft Handel, Banken und Versicherungen (HBV) in Düsseldorf. Im Organisationsentwicklungsstab zur Vorbereitung der ver.di-Gründung hat er mitgewirkt.
Nach Gründung der Vereinten Dienstleistungsgewerkschaft (ver.di) im März 2001 war er im Fachbereich Finanzdienstleistungen als Leiter des Bereichs Koordination tätig, er war von 2004 bis 2011 Mitglied im Bundesvorstand. Uwe Foullong war bis April 2023 stellvertretender Geschäftsführer im ver.di-Bezirk Düssel-Rhein-Wupper. Er ist Mitarbeiter der Arbeitsgruppe Alternative Wirtschaftspolitik.
Bei der Bundestagswahl 2025 trat er für die Partei Die Linke, in die er 2023 eingetreten war, als Direktkandidat im Bundestagswahlkreis Bottrop – Recklinghausen III an und wurde vom Landesverband der Linken in NRW auf Platz 10 der Landesliste nominiert. In seinem Wahlkreis erreichte er 5,7 Prozent der Erststimmen und konnte über die nordrhein-westfälische Landesliste seiner Partei in den Deutschen Bundestag einziehen. Foullong war im 21. Deutschen Bundestag Mitglied des Finanzausschusses. Für seine Fraktion war er Sprecher für Geld- und Finanzmarktpolitik. Ende Juli 2025 legte er sein Bundestagsmandat aus gesundheitlichen Gründen nieder, Nachrückerin war Lisa Schubert.